# Tentative de coup d'État de 1972 au Congo
La tentative de coup d'État de 1972 au Congo survient le 22 février 1972 en république du Congo lorsqu'une faction fidèle à Ange Diawara (le mouvement du 22 février, ou M22) tente un coup d'État contre le président Marien Ngouabi. Ange Diawa est écarté du gouvernement en novembre 1971 par le chef de l'État Marien Ngouabi. Joachim Yhombi-Opango joue un rôle déterminant dans la fin du coup d'État. 
Après avoir échappé plus d'un an à sa capture, Ange Diawara est pris en embuscade et tué en avril 1973 par des forces fidèles à Marien Ngouabi. Son corps et celui de son adjoint Jean-Baptiste Ikoko sont présentés à Brazzaville le 24 avril dans la région du Pool, aux environs de Boko. 
Le 23 avril, la cour révolutionnaire de justice congolaise rend son verdict au sujet des personnes accusées de complicité avec Ange Diawara, prononçant plusieurs condamnations à mort par contumace, peines de travaux forcés et de prison. Pascal Lissouba (premier ministre de 1963 à 1966, président de 1992 à 1997) est acquitté, l'écrivain et ancien ministre Sylvain Bemba condamné à trois ans de prison avec sursis. 